# Собор Святого Эрика (Стокгольм)
Собо́р Свято́го Э́рика (швед. St. Eriks katolska kyrka) — католическая церковь, находящийся в Стокгольме, Швеция. Церковь является собором римско-католической стокгольмской епархии.

## История
Собор был построен в 1892 году и освящён епископом и апостольским викарием в Швеции Альбертом Биттером во имя Святого Эрика, покровителя Стокгольма.
В 1982—1983 году он был перестроен и расширен по проекту архитектора Ханса Вестмана, так как был слишком мал для бурно растущей католической общины в Стокгольме, после чего 25 марта 1983 года открыт и вторично освящён. Затраты на перестройку собора составили 24 млн шведских крон, сумма была собрана в основном за счет пожертвований немецких католиков и местных фондов: пожертвования прихожан и приходские пожертвования со всей епархии.
Во время перестройки снесли апсиду, построили пристройку к старому зданию собора, соединяющуюся через арку на месте бывшей апсиды, что позволило удлинить собор для дополнительных мест, таким образом собор делится на две части: новую и старую. После перестройки собора количество мест увеличилось с 350 до 600.
8 июня 1989 года собор посетил папа Иоанн Павел II.
В 1998 году католическая епархия Стокгольма получила епископа, им стал Ларс Андерс Арборелиус — первый католический швед-епископ и второй скандинавский епископ в Швеции после Реформации.

## Архитектура
Собор Святого Эрика является однонефной базиликой. Неороманский фасад с порталом и розой украшена двумя башнями 27 метров в высоту. Интерьер церкви украшен в неороманском стиле с элементами модернизма.

## Фотографии

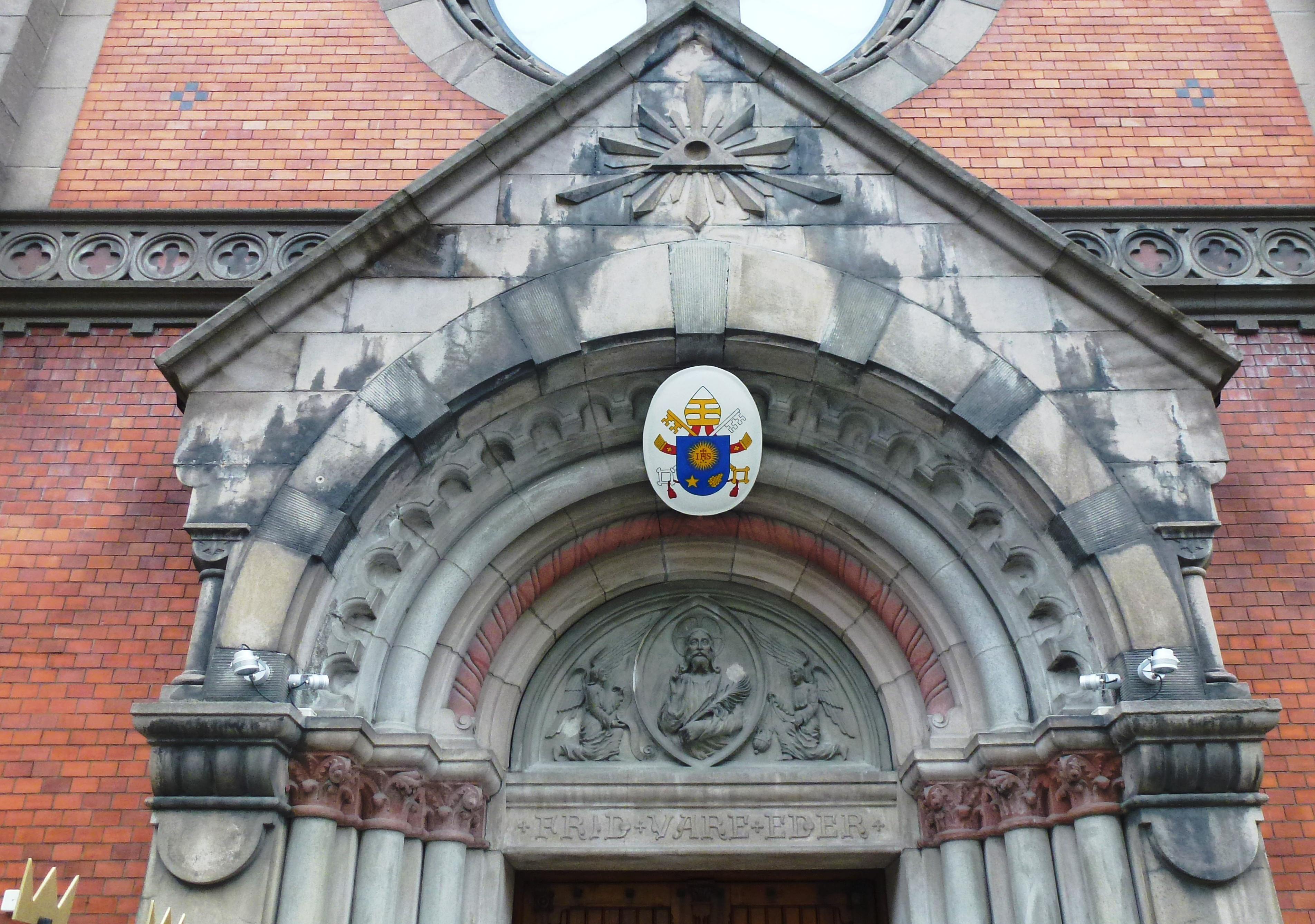
Портал
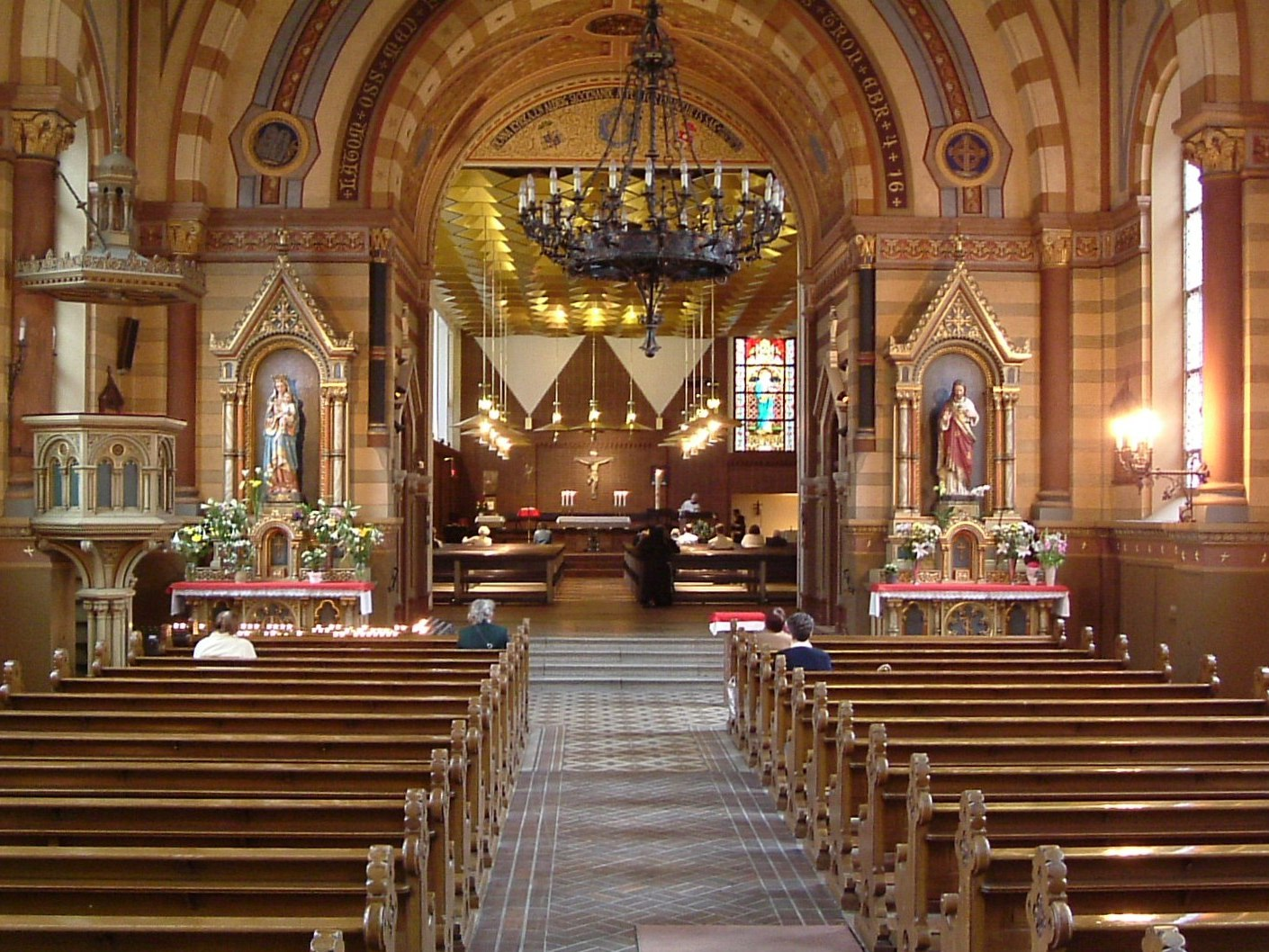
Интерьер собора
Флаг собора Святого Эрика